# Коржівське нафтогазоконденсатне родовище
Коржівське нафтогазоконденсатне родовище — належить до Талалаївсько-Рибальського нафтогазоносного району Східного нафтогазоносного регіону України.

## Опис
Розташоване в Сумській області на відстані 4 км від м. Ромни.
Знаходиться в півн. прибортовій зоні центральної частини Дніпровсько-Донецької западини поблизу Артюхівсько-Липоводолинської валоподібної структури, яка являє собою куполовидне підняття, розміри в межах замкнутої ізогіпси 4025 м 4,0х3,2 м, амплітуда 75 м.
Підняття виявлене в1971-72 рр.
Перший промисловий приплив отримано з газових покладів нижнього візе в інтервалі 4495-4499 м у 1980 р.
Поклади пов'язані з пластовими, склепінчастими, тектонічно екранованими та літологічно обмеженими пастками. Режим нафтових Покладів водонапірний, а газоконденсатних — газовий.
Експлуатується з 1983 р. Запаси початкові видобувні категорій А+В+С1 — 5818 тис.т нафти; розчиненого газу 1799 млн. м³; конденсату — 1335 тис. т. Густина дегазованої нафти 813—840 кг/м³. Вміст сірки у нафті 0,09-0,16 мас.%.